# Gaines (Contea di Genesee, Michigan)
Gaines è un villaggio degli Stati Uniti d'America, situato nello Stato del Michigan, nella contea di Genesee.